# Fritz Schaudinn
Fritz Schaudinn (19 de septiembre de 1871, Röseningken, Prusia Oriental - 22 de junio de 1906, Hamburgo) fue un zoólogo alemán.
Estudió el desarrollo del ciclo vital de diferentes protozoos y coronó la labor de su vida con el descubrimiento, en colaboración con Erich Hoffman, de la espiroqueta Treponema pallidum, agente productor de la sífilis (1905).
Schaudinn fallece viajando de regreso a Alemania de un "Congreso Internacional de Medicina", en Lisboa, cuando debe ser intervenido quirúrgicamente de urgencia, por abscesos amebianos gastrointestinales. Tal infección amebiana muy probablemente haya sido voluntariamente adquirida en sus estudios con amebas. Schaudinn tenía casi 35 años al momento de su deceso en Hamburgo.

## Algunas publicaciones
- Fritz Schaudinn: Über den Dimorphismus der Foraminiferen. In: Sitzber. d. Ges. naturf. Freunde, Berlín 1895. pp. 87–97
- Fritz Römer, Fritz Schaudinn (eds.) Fauna Arctica. Eine Zusammenstellung der arktischen Tierformen mit besonderer Berücksichtigung des Spitzbergen-Gebietes auf Grund der Ergebnisse der Deutschen Expedition in das nördliche Eismeer im Jahre 1898. Gustav Fischer, Jena 1900
- Fritz Richard Schaudinn, Erich Hoffmann. Vorläufiger Bericht über das Vorkommen von Spirochaeten in syphilitischen Krankheitsprodukten und bei Papillomen, Springer, Berlín 1905

## Abreviatura (zoología)
La abreviatura Schaudinn  se emplea para indicar a Fritz Schaudinn como autoridad en la descripción y taxonomía en zoología.

- Datos: Q64321
- Multimedia: Fritz Schaudinn / Q64321
- Especies: Fritz Schaudinn